# Hieracium hispanicum
Hieracium hispanicum es una especie de planta con flor del género Hieracium, de la familia Asteraceae, orden Asterales.

## Distribución
Hieracium hispanicum se distribuye por España y Francia.

## Taxonomía
Fue descrita científicamente por Arv.-Touv.
Tratamiento taxonómico
La especie aparece registrada y publicada en Notes Pl. Alpes.